# Hanna Birna Kristjánsdóttir
Hanna Birna Kristjánsdóttir (* 12. Oktober 1966 in Hafnarfjörður) ist eine isländische Politikerin (Unabhängigkeitspartei) und war vom 23. Mai 2013 bis zum 21. November 2014 Innenministerin Islands.
Hanna Birna erhielt 1991 den Bachelor of Arts in Politikwissenschaft der Universität Island sowie 1993 den Master of Science in internationaler und europäischer Politik der Universität Edinburgh.
Von 2003 bis 2013 gehörte sie dem Stadtrat von Reykjavík an. Sie war Bürgermeisterin von Reykjavík von August 2008 bis Juni 2010. Bei der Parlamentswahl in Island 2013 wurde sie für den Wahlkreis Reykjavík Süd ins Althing gewählt. Seit dem 23. Mai 2013 war sie Ministerin für Inneres im Kabinett Sigmundur Davíð Gunnlaugsson. Am 21. November 2014 trat sie von diesem Amt zurück, nachdem sie aufgrund eines Informationslecks in ihrem Ministerium unter Druck geraten war. Ein Assistent hatte vertrauliche Informationen über einen Asylbewerber an die Medien weitergeleitet. Bereits Ende August wurde das Justizministerium vom Innenministerium abgetrennt. Als Justizminister amtierte seither der isländische Ministerpräsident Sigmundur Davíð Gunnlaugsson. Mit der Ernennung von Ólöf Nordal zu Hanna Birnas Nachfolgerin am 4. Dezember 2014 wurde auch das Justizministerium wieder mit dem Innenministerium vereint.
Von 2013 bis 2015 war sie stellvertretende Vorsitzende der Unabhängigkeitspartei.
Im Juni 2016 hat Hanna Birna angekündigt, bei den vorgezogenen Neuwahlen im Herbst nicht mehr für einen Sitz im Althing anzutreten und sich aus der Politik zurückzuziehen.